# راجر کینگدام
 راجر کینگدام (انگلیسی: Roger Kingdom؛ زادهٔ ۲۶ اوت ۱۹۶۲) یک ورزشکار اهل ایالات متحده آمریکا است.